# Zoteux
Zoteux est une commune française située dans le département du Pas-de-Calais en région Hauts-de-France.
La commune fait partie de la communauté de communes du Haut Pays du Montreuillois qui regroupe 49 communes et compte 15 703 habitants en 2021.

## Géographie

### Localisation
Localisée dans l'ouest du département du Pas-de-Calais, Zoteux est une commune située, à vol d'oiseau, à 17 km au nord-est de la commune de Montreuil-sur-Mer (chef-lieu d'arrondissement) et à 23 km au sud-est de la commune de Boulogne-sur-Mer (aire d'attraction).
Le territoire de la commune est limitrophe de ceux de six communes.
Les communes limitrophes sont Bécourt, Bezinghem, Bourthes et Doudeauville.

### Géologie et relief
La superficie de la commune est de 7,34 km2 ; son altitude varie de 130  à   172 mètres.

### Hydrographie
La commune est située dans le bassin Artois-Picardie. Elle n'est drainée par aucun cours d'eau,.

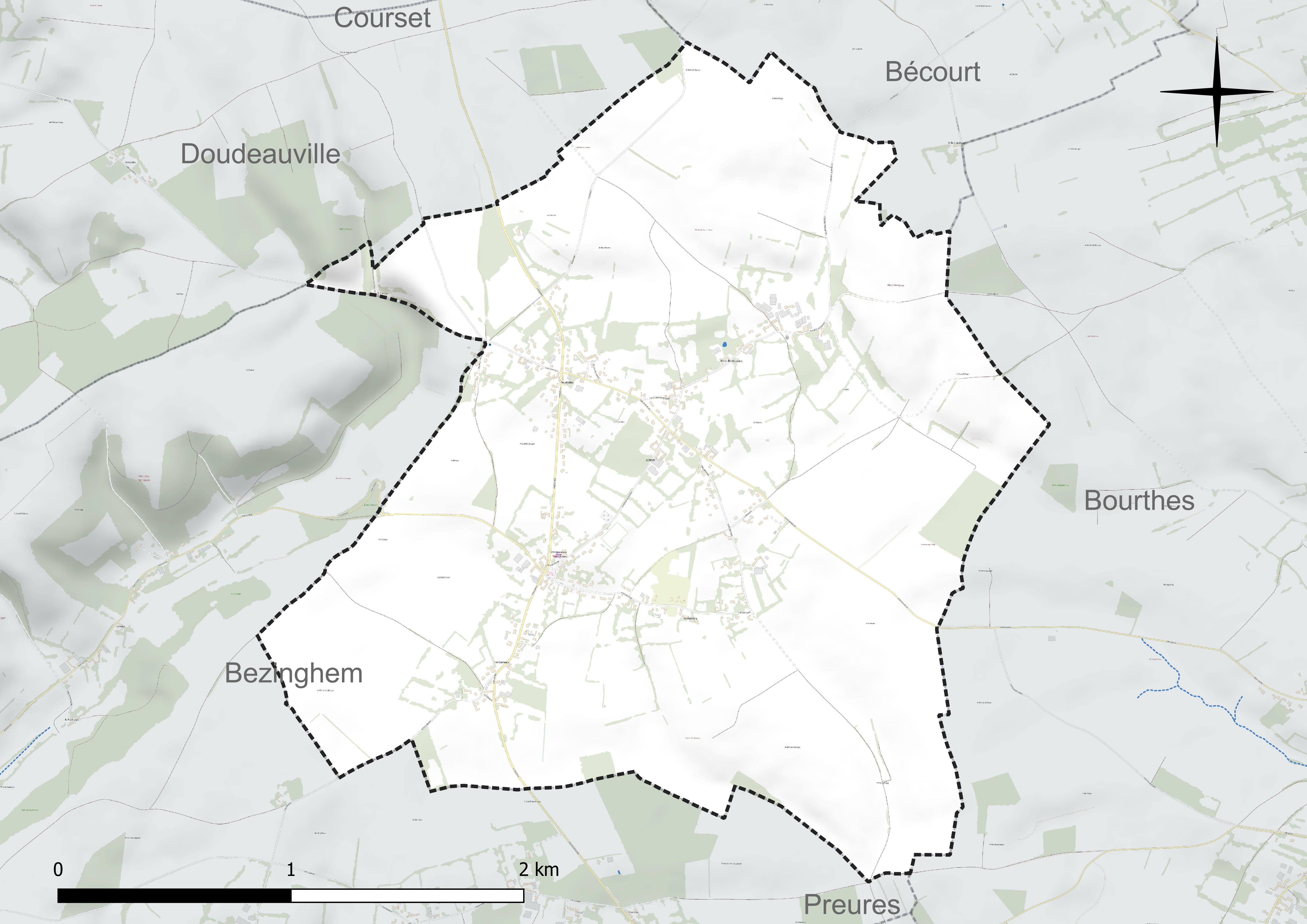
Réseau hydrographique de Zoteux.

### Climat
Pour des articles plus généraux, voir Climat des Hauts-de-France et Climat du Nord-Pas-de-Calais.
En 2010, le climat de la commune est de type climat océanique franc, selon une étude du CNRS s'appuyant sur une série de données couvrant la période 1971-2000. En 2020, Météo-France publie une typologie des climats de la France métropolitaine dans laquelle la commune est exposée à un climat océanique et est dans la région climatique Côtes de la Manche orientale, caractérisée par un faible ensoleillement (1 550 h/an) ; forte humidité de l'air (plus de 20 h/jour avec humidité relative > 80 % en hiver), vents forts fréquents.
Pour la période 1971-2000, la température annuelle moyenne est de 10 °C, avec une amplitude thermique annuelle de 13,2 °C. Le cumul annuel moyen de précipitations est de 916 mm, avec 13 jours de précipitations en janvier et 8,9 jours en juillet. Pour la période 1991-2020, la température moyenne annuelle observée sur la station météorologique la plus proche, située sur la commune de Nielles-lès-Bléquin à 13 km à vol d'oiseau, est de 10,6 °C et le cumul annuel moyen de précipitations est de 976,9 mm,. Pour l'avenir, les paramètres climatiques de la commune estimés pour 2050 selon différents scénarios d'émission de gaz à effet de serre sont consultables sur un site dédié publié par Météo-France en novembre 2022.

### Paysages
Pour un article plus général, voir Paysage en France.
La commune est située à la jonction de deux paysages tels qu'ils sont définis dans l'atlas de paysages de la région Nord-Pas-de-Calais, conçu par la direction régionale de l'Environnement, de l'Aménagement et du Logement (DREAL), : 
- le « paysage montreuillois » , qui concerne 98 communes, se délimite : à l'Ouest par des falaises qui, avec le recul de la mer, ont donné naissance aux bas-champs ourlées de dunes ; au Nord par la boutonnière du Boulonnais ; au sud par le vaste plateau formé par la vallée de l'Authie, et à l'Est par les paysages du Ternois et de Haut-Artois. Ce paysage régional, avec, dans son axe central, la vallée de la Canche et ses nombreux affluents comme la Course, la Créquoise, la Planquette…, offre une alternance de vallées et de plateaux, appelée « ondulations montreuilloises ». Dans ce paysage, et plus particulièrement sur les plateaux, on cultive la betterave sucrière, le blé et le maïs, et les plateaux entre la Ternoise et la Créquoise sont couverts de vastes massifs forestiers comme la forêt d'Hesdin, les bois de Fressin, Sains-lès-Fressin, Créquy…[11] ;
- les « paysages des hauts plateaux artésiens », qui concernent 77 communes du Pas-de-Calais, se situent à l'extrémité ouest des collines de l'Artois qui traversent le Pas-de-Calais d'Arras au Boulonnais. L'alltitude de ces paysages dépassent les 180 mètres. Ces dimensions sont modestes, d'une quinzaine de kilomètres du sud-est au nord-ouest et d'une vingtaine de kilomètres dans sa dimension la plus grande[12].

Ces « paysages des hauts plateaux artésiens », appelés aussi « Haut Artois », se caractérisent par trois ensembles écopaysagers :
- - l'ensemble mésophile ouvert du plateau artésien calcaire ;
  - l'ensemble alluvial des fonds de vallée de la Lys et de l'Aa ;
  - l'ensemble calcicole des versants calcaires des vallées[12].

Le « Haut Artois » dispose d'une importante densité de corridors biologiques bien interconnectés.
Dans le « Haut Artois », pas de villes, c'est une des rares terres rurales de la région, les communes les plus importantes sont, du nord au sud, Lumbres, Fauquembergues et Fruges. Le « Haut Artois », drainé par l'Aa et la Lys, constitue le sommet de l'anticlinal artésien, paysage ventée, froid et aux précipitations importantes qui en font le château d'eau régional.
Leș cultures représentent environ 60 % des sols, les prairies entre 26 et 27 %, les bois de 5 à 8 % et les villages et bourgs de 5 à 8 %, l'industrie y est peu présente.

### Milieux naturels et biodiversité

#### Zone naturelle d'intérêt écologique, faunistique et floristique
L'inventaire des zones naturelles d'intérêt écologique, faunistique et floristique (ZNIEFF) a pour objectif de réaliser une couverture des zones les plus intéressantes sur le plan écologique, essentiellement dans la perspective d'améliorer la connaissance du patrimoine naturel national et de fournir aux différents décideurs un outil d'aide à la prise en compte de l'environnement dans l'aménagement du territoire.
Le territoire communal comprend une ZNIEFF de type 2 : la vallée de la Course. Elle se situe dans le pays de Montreuil et plus précisément dans l'entité paysagère des ondulations montreuilloises.

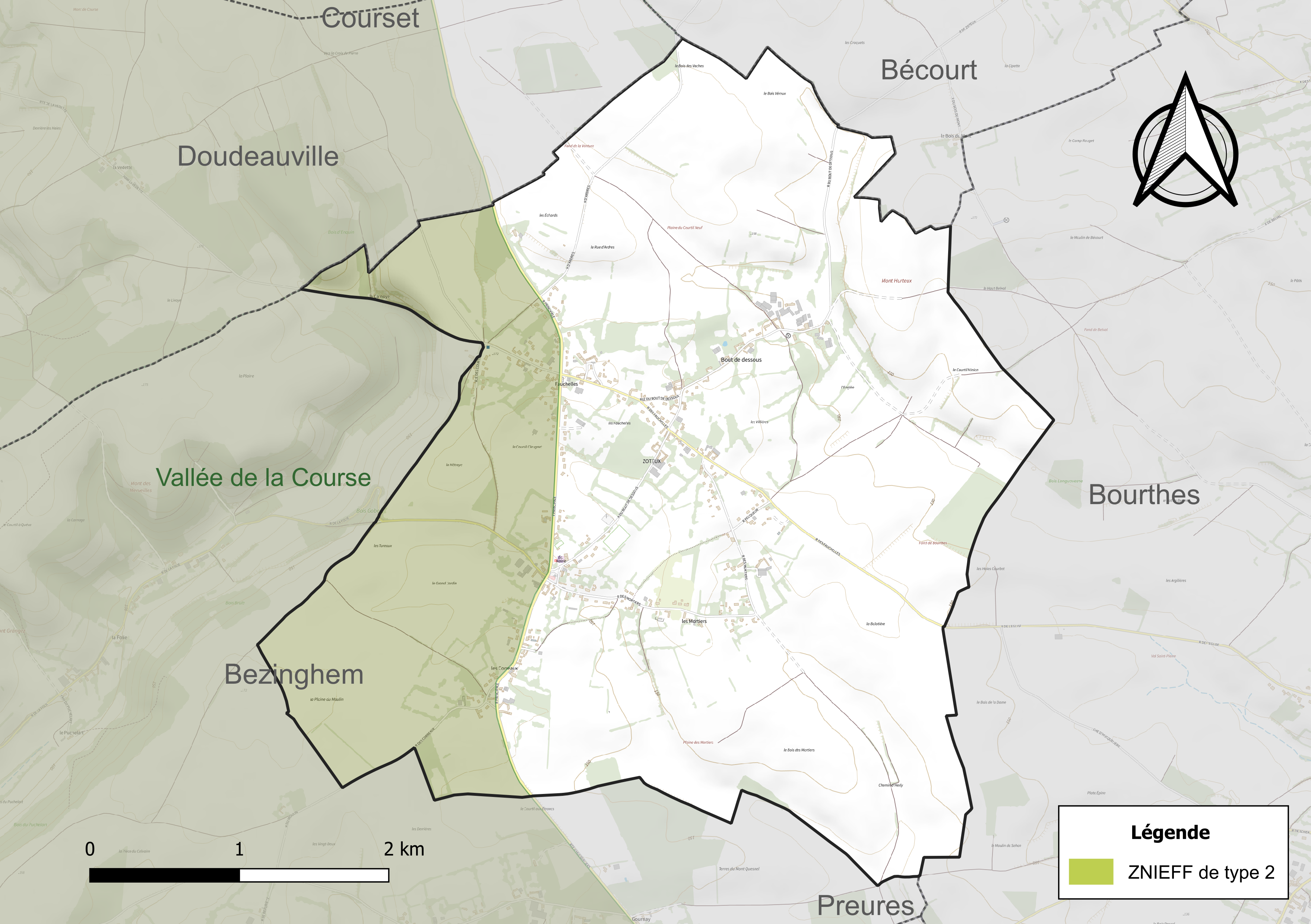
Carte de la ZNIEFF sur la commune.

## Urbanisme

### Typologie
Au 1er janvier 2024, Zoteux est catégorisée commune rurale à habitat dispersé, selon la nouvelle grille communale de densité à sept niveaux définie par l'Insee en 2022.
Elle est située hors unité urbaine. Par ailleurs la commune fait partie de l'aire d'attraction de Boulogne-sur-Mer, dont elle est une commune de la couronne,. Cette aire, qui regroupe 80 communes, est catégorisée dans les aires de 50 000 à moins de 200 000 habitants,.

### Occupation des sols
L'occupation des sols de la commune, telle qu'elle ressort de la base de données européenne d'occupation biophysique des sols Corine Land Cover (CLC), est marquée par l'importance des territoires agricoles (91,9 % en 2018), en diminution par rapport à 1990 (96 %). La répartition détaillée en 2018 est la suivante : 
terres arables (68,2 %), prairies (23,7 %), zones urbanisées (8,1 %). L'évolution de l'occupation des sols de la commune et de ses infrastructures peut être observée sur les différentes représentations cartographiques du territoire : la carte de Cassini (XVIIIe siècle), la carte d'état-major (1820-1866) et les cartes ou photos aériennes de l'IGN pour la période actuelle (1950 à aujourd'hui).

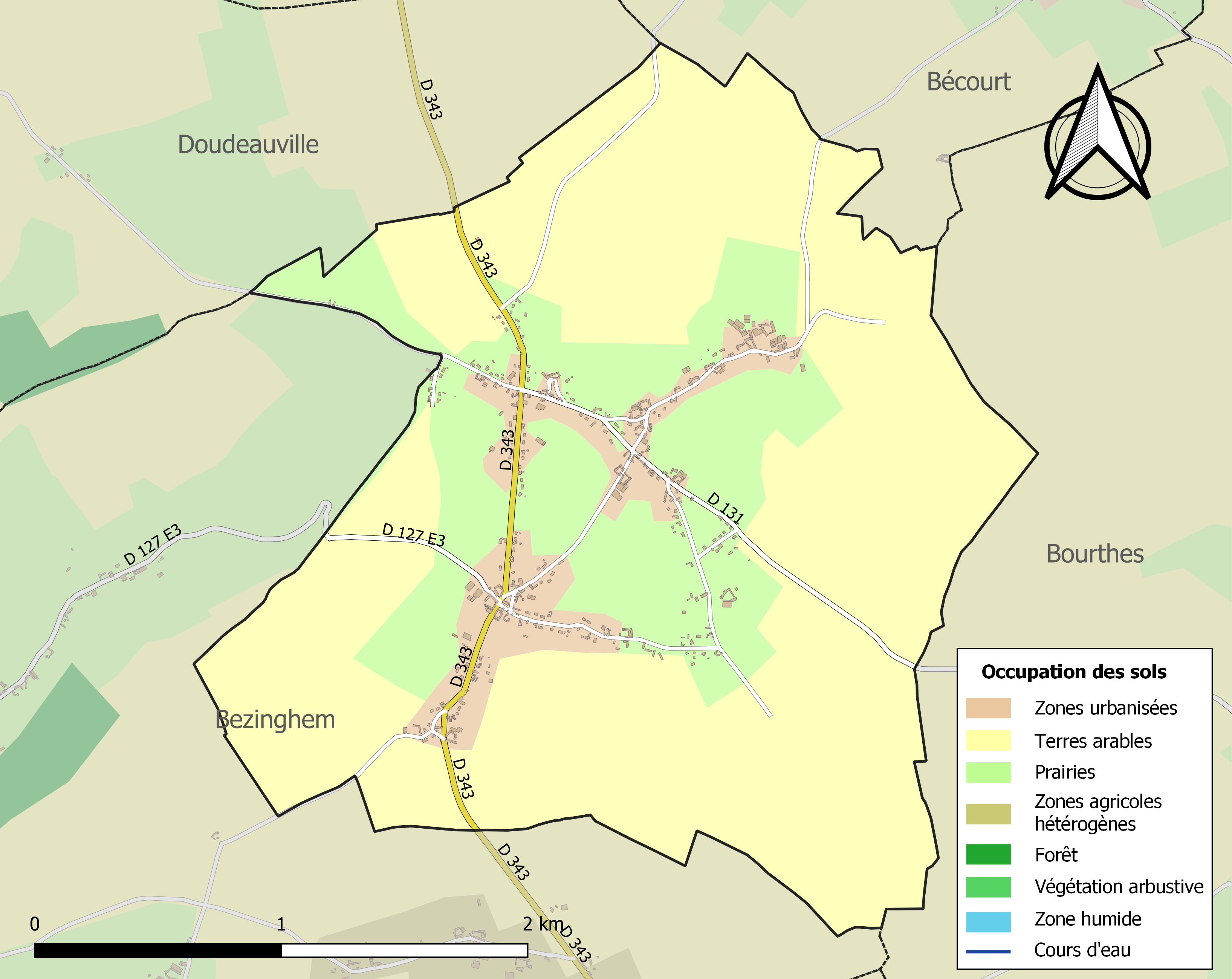
Carte des infrastructures et de l'occupation des sols de la commune en 2018 (CLC).

### Risques naturels et technologiques

#### Risque inondation
À la suite du passage des tempêtes Ciarán, Domingos et Elisa et des inondations et coulées de boue qui se sont produites, la commune est reconnue, par arrêté du 14 novembre 2023, en état de catastrophe naturelle pour inondations et coulées de boue sur la période du 2 au 12 novembre 2023, comme 179 autres communes du département.

## Toponymie
Le nom de la localité est attesté sous les formes Altaria en 1142, Les Auteulx au XIIIe siècle ; Les Auteues-en-Boullenois, Les Authieus-en-Boullenois, Hosteulx au XIVe siècle ; Les Hosteux en 1553 ; Desauteulx en 1559 ; Les Osteux en 1624 ; Zotteux en 1725 ; Les Zoteux au XVIIIe siècle ; Les Autheux en 1774.

Au fil des siècles, il a été déformé pour devenir successivement Altaria en 1142, Les Auteulx au XIIIe siècle, puis l'article s'est assimilé pour donner Desauteulx en 1559 avant qu'on ne coupe le nom au mauvais endroit pour en faire Zotteux en 1725.
Ce nom viendrait du mot latin Altaria (autel) et ferait référence aux lieux de cultes qu'auraient dressé les Romains autour du carrefour des sept voies qui se trouve dans ce village.
Les Auteulx au XIIIe siècle est le pluriel archaïque du mot autel, pouvant indiquer la présence de plusieurs petites églises.
Le nom de la commune en picard est Zotiu et en flamand Teralteren.

## Histoire
En 1466, Zoteux était tenu du bailliage de Desvres et appartenait à Robert de Thubeauville. Antoine de Roussel de Guermont s'en rendit acquéreur en 1702.

## Politique et administration

### Découpage territorial
La commune se trouve dans l'arrondissement de Montreuil du département du Pas-de-Calais.

#### Commune et intercommunalités
La commune est membre de la communauté de communes du Haut Pays du Montreuillois.

#### Circonscriptions administratives
La commune est rattachée au canton de Lumbres.

#### Circonscriptions électorales
Pour l'élection des députés, la commune fait partie de la quatrième circonscription du Pas-de-Calais.

### Élections municipales et communautaires

#### Liste des maires
| Période                                  | Période                     | Identité       | Étiquette | Qualité                                                                     |
| ---------------------------------------- | --------------------------- | -------------- | --------- | --------------------------------------------------------------------------- |
| Les données manquantes sont à compléter. |                             |                |           |                                                                             |
| 1966                                     | 1995                        | André Delattre |           |                                                                             |
| mars 2001                                | 2008                        | Régis Delattre |           |                                                                             |
| mars 2008                                | En cours (au 17 avril 2022) | Daniel Lance   |           | Agriculteur Réélu pour le mandat 2014-2020, Réélu pour le mandat 2020-2026, |

## Population et société

### Démographie

#### Évolution démographique
L'évolution du nombre d'habitants est connue à travers les recensements de la population effectués dans la commune depuis 1793. Pour les communes de moins de 10 000 habitants, une enquête de recensement portant sur toute la population est réalisée tous les cinq ans, les populations de référence des années intermédiaires étant quant à elles estimées par interpolation ou extrapolation. Pour la commune, le premier recensement exhaustif entrant dans le cadre du nouveau dispositif a été réalisé en 2006.

En 2022, la commune comptait 588 habitants, en évolution de −2,33 % par rapport à 2016 (Pas-de-Calais : −0,72 %, France hors Mayotte : +2,11 %).
| 1793 | 1800 | 1806 | 1821 | 1831 | 1836 | 1841 | 1846 | 1851 |
| ---- | ---- | ---- | ---- | ---- | ---- | ---- | ---- | ---- |
| 462  | 455  | 455  | 481  | 468  | 478  | 456  | 408  | 407  |

| 1856 | 1861 | 1866 | 1872 | 1876 | 1881 | 1886 | 1891 | 1896 |
| ---- | ---- | ---- | ---- | ---- | ---- | ---- | ---- | ---- |
| 394  | 402  | 395  | 425  | 450  | 444  | 419  | 384  | 407  |

| 1901 | 1906 | 1911 | 1921 | 1926 | 1931 | 1936 | 1946 | 1954 |
| ---- | ---- | ---- | ---- | ---- | ---- | ---- | ---- | ---- |
| 446  | 455  | 413  | 330  | 326  | 301  | 326  | 309  | 297  |

| 1962 | 1968 | 1975 | 1982 | 1990 | 1999 | 2006 | 2011 | 2016 |
| ---- | ---- | ---- | ---- | ---- | ---- | ---- | ---- | ---- |
| 298  | 299  | 322  | 390  | 404  | 390  | 478  | 539  | 602  |

| 2021 | 2022 | - | - | - | - | - | - | - |
| ---- | ---- | - | - | - | - | - | - | - |
| 599  | 588  | - | - | - | - | - | - | - |

#### Pyramide des âges
En 2018, le taux de personnes d'un âge inférieur à 30 ans s'élève à 40,2 %, soit au-dessus de la moyenne départementale (36,7 %). À l'inverse, le taux de personnes d'âge supérieur à 60 ans est de 17,4 % la même année, alors qu'il est de 24,9 % au niveau départemental.
En 2018, la commune comptait 325 hommes pour 298 femmes, soit un taux de 52,17 % d'hommes, largement supérieur au taux départemental (48,50 %).
Les pyramides des âges de la commune et du département s'établissent comme suit.
| Hommes | Classe d’âge | Femmes |
| ------ | ------------ | ------ |
| 0,7    | 90 ou +      | 1,0    |
| 4,6    | 75-89 ans    | 6,4    |
| 11,1   | 60-74 ans    | 11,0   |
| 19,0   | 45-59 ans    | 21,1   |
| 21,6   | 30-44 ans    | 23,4   |
| 14,9   | 15-29 ans    | 16,6   |
| 28,2   | 0-14 ans     | 20,5   |

| Hommes | Classe d’âge | Femmes |
| ------ | ------------ | ------ |
| 0,5    | 90 ou +      | 1,6    |
| 5,6    | 75-89 ans    | 8,9    |
| 16,7   | 60-74 ans    | 18,1   |
| 20,2   | 45-59 ans    | 19,2   |
| 18,9   | 30-44 ans    | 18,1   |
| 18,2   | 15-29 ans    | 16,2   |
| 19,9   | 0-14 ans     | 17,9   |

### Sports et loisirs

#### Sports
Le foyer rural de Preures-Zoteux organise, chaque année, le jeudi de l'Ascension, le rurathlon. Cette épreuve qui attire 300 participants est constituée d'épreuves pédestres et de VTT sur différentes distances.

## Culture locale et patrimoine

### Lieux et monuments

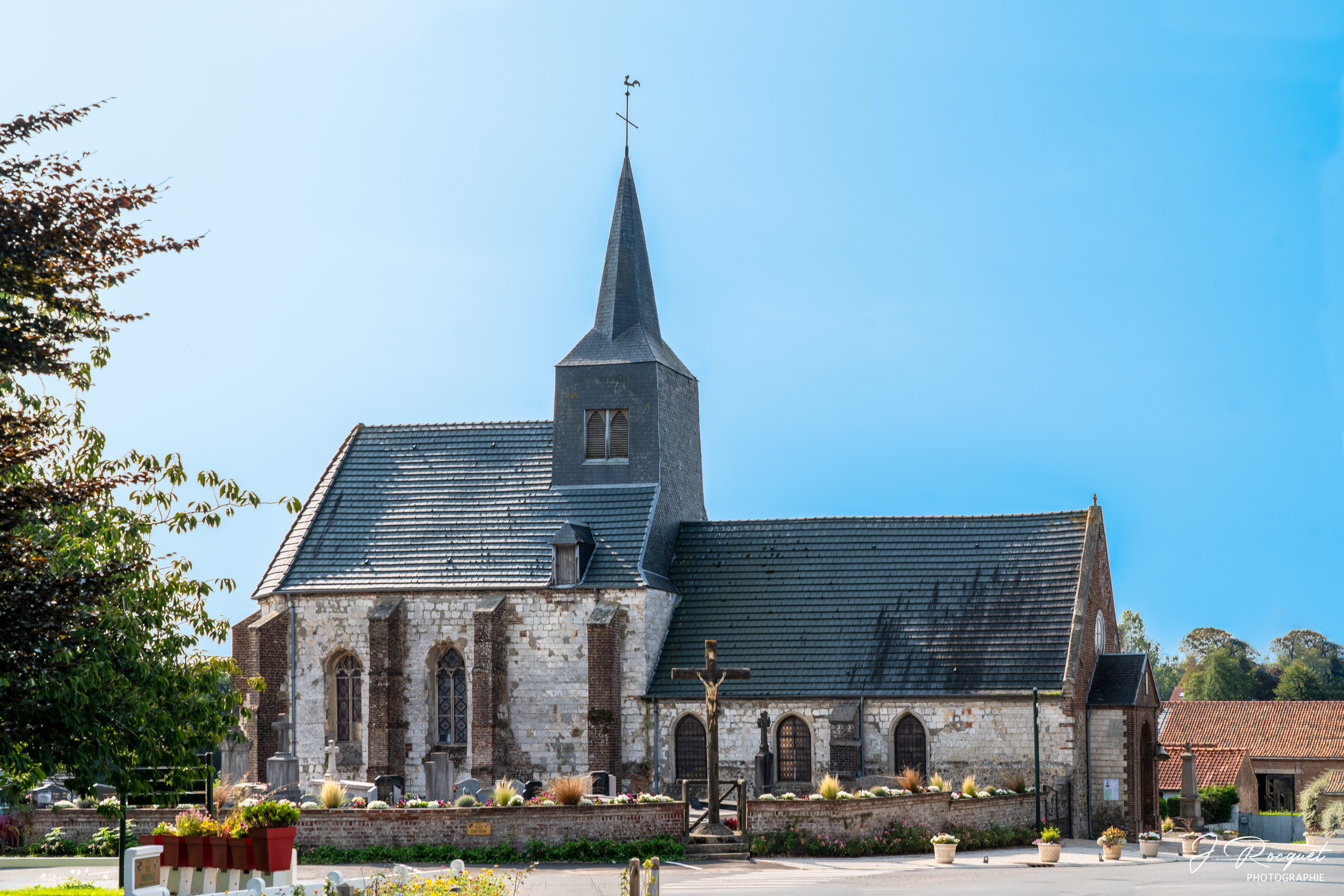
Eglise Saint-Pierre de Zoteux

- L'église Saint-Pierre a été construite au XVe siècle. Les béniters sont de la fin du XVIIe siècle. Les voûtes du cœur sont ornées des écussons du village. Sur la place du village trône Périne, cloche datant de 1514, classée Monument Historique.
- Les vestiges de deux mottes castrales sont visibles aux Correaux et aux Mortiers.
- Un château inachevé se trouve face à l'église. Il n'a pas été terminé à cause de la Révolution de 1789 et sert aujourd'hui de grange.
- Des tombeaux, monnaies et d'autres souvenirs de la période gallo-romaine furent découverts sur le territoire de Zoteux.
- Le monument aux morts a été inauguré le 24 avril 1921.
- Au lieu-dit les 7 voies romaines, on retrouve le tracé de voies antérieures aux chaussées romaines. Un calvaire édifié en 1824 indique encore les directions des sept voies utilisées autrefois :

vers Desvres par le Courteau ;
vers la Canche par Attin ;
vers Amiens par Auxi-le-Château ;
vers Saint-Pol et Arras ;
vers Thérouanne ;
vers Arques ;
vers Leulinghem par Senlecques et Licques.

### Héraldique
| Blason de Zoteux | Blason  | Deux écus accolés : 1. Écartelé aux 1er et 4e d'argent à la croix d'azur, aux 2e et 3e de gueules au sautoir d'or. 2. Écartelé aux 1er et 4e de sinople à la croix ancrée d'argent, aux 2e et 3e d'argent au lion de sable. |
| Blason de Zoteux | Détails | La commune a repris les armes représentées séparément sur les voûtes de l'église locale, qui ont été repeintes au cours de l'histoire, expliquant les incohérences de couleurs. - Le premier écu est un écartelé des armes de la famille de Gruuthuse, qui portait « d'or à la croix de sable », et de celles des Van der Aa, qui portaient « de gueules au sautoir d'argent ». - Le second écu représente les armes de la famille de Framery qui portait « écartelé aux 1er et 4e d'or à la croix alésée (ou ancrée) de gueules, aux 2e et 3e d'hermine au lion de gueules ». Adopté par la municipalité. |

## Pour approfondir

#### Bases de données, dictionnaires et encyclopédies
- Ressources relatives à la géographie :   - Insee (communes)
  - Ldh/EHESS/Cassini
- Ressource relative à plusieurs domaines :   - Annuaire du service public français
- Notices d'autorité :   - BnF (données)